# Sewastopol (Schiff, 1914)
Die Sewastopol war das dritte von vier Dreadnought-Linienschiffen der russischen Gangut-Klasse. Schwesterschiffe waren neben der Gangut die Petropawlowsk und die Poltawa. Die vier Einheiten waren die ersten russischen Dreadnoughts. Da russische Werften wenig Erfahrung mit dem Bau moderner Großkampfschiffe hatten, wurden italienische, deutsche (Blohm & Voss) und schottische Entwürfe angefordert, was letztendlich zu einem recht eigenwilligen Design führte. Die Sewastopol wurde 1909 in Sankt Petersburg auf Kiel gelegt, im Oktober 1911 vom Stapel gelassen und im November 1914 fertiggestellt. Während des Ersten Weltkrieges diente sie in der Baltischen Flotte der russischen Marine. Nach der sowjetischen Revolution wurde sie in Parischskaja Kommuna (Pariser Kommune) umbenannt.

## Dienstzeit
Da alle russischen Dreadnoughts im Schwarzen Meer im Ersten Weltkrieg oder im folgenden Bürgerkrieg verloren gegangen waren, wurde das Schiff zwischen Dezember 1929 und Januar 1930 von der Ostsee ins Schwarze Meer verlegt, um dort die Schwarzmeerflotte zu verstärken. Hierbei geriet das Schiff im Atlantik jedoch in schwere Stürme und erlitt beträchtliche Seeschäden (eine Folge der relativ leicht konstruierten Verbände), unter anderem wurde ein rund zehn Meter langes Stück des Bugs abgerissen. In der Folge musste das Schiff Brest als Nothafen anlaufen, wo im Rahmen einer Notreparatur ein neues, sichelförmiges Bugsegment angebaut wurde.
Zwischen 1936 und 1939 wurde das Schiff in Nikolajew modernisiert, wobei das Vorschiff verstärkt und um ein Deck erhöht wurde, zudem erhielt die Parischskaja Kommuna neue Rauchabzüge und zwölf neue, nun rein ölbefeuerte Kessel. Der Ölvorrat lag bei rund 2.100 Tonnen. Bis Sommer 1941 wurde ferner die Zahl der Flugabwehrkanonen deutlich verstärkt, wobei eine relativ große Zahl von unterschiedlichen Kalibern an Bord untergebracht wurde, so befanden sich ab 1941 insgesamt sechs 7,6-cm-Fla-Geschütze 34-K, zwölf 4,5-cm-Fla-Geschütze 21-K, zehn bis zwölf 3,7-cm-Schnellfeuerkanonen 70-K (eine Marinevariante der Version 61-K) und 16 schwere 12,7-mm-Fla-Maschinengewehre an Bord.

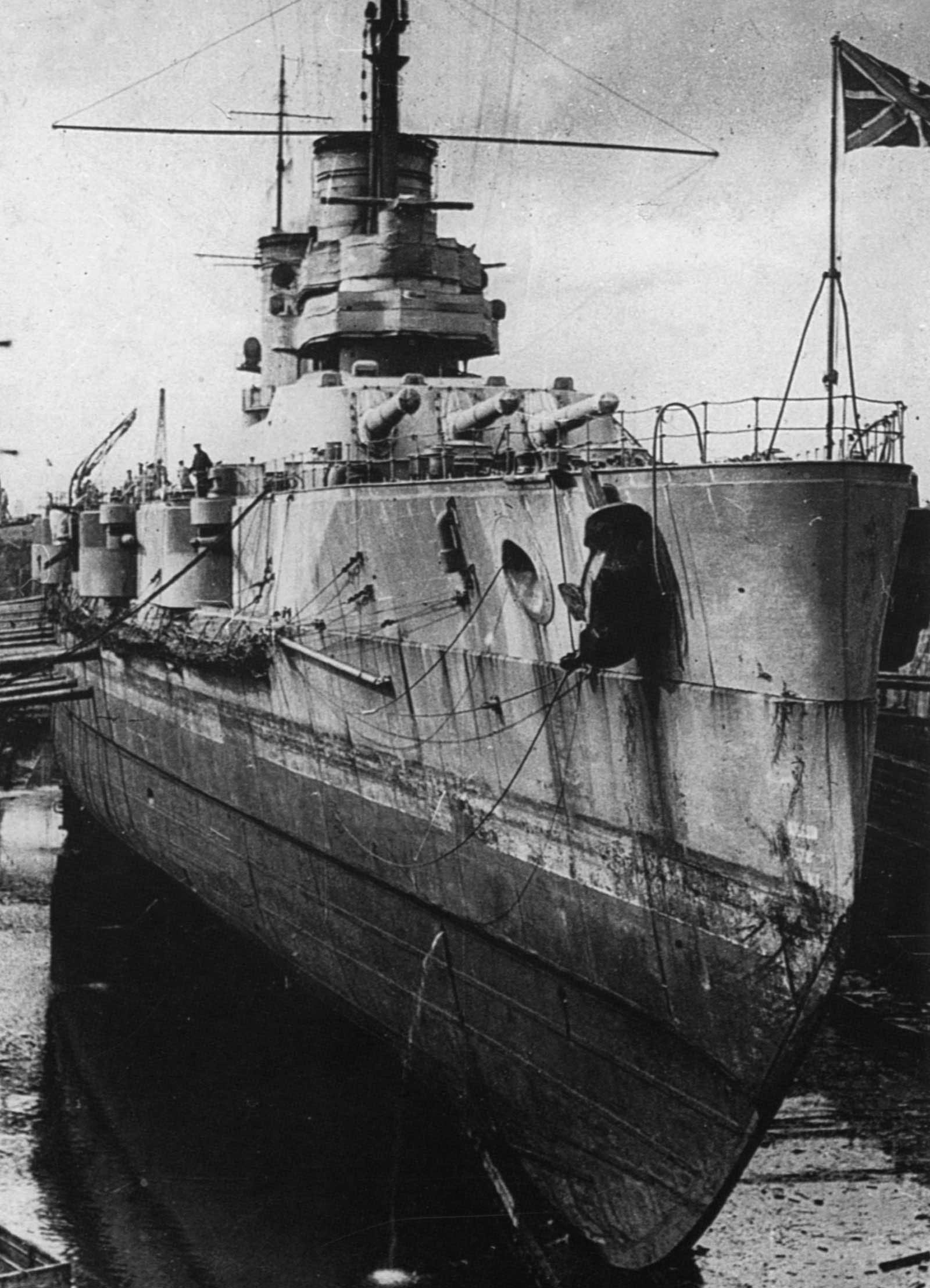
Die Sewastopol im Trockendock

Nach dem deutschen Angriff auf die Sowjetunion am 22. Juni 1941 kam die Parischskaja Kommuna mehrmals bei Beschießungsmissionen zum Einsatz, so griff das Schlachtschiff mit seiner schweren Artillerie im Oktober 1941 zeitweilig in die Schlacht um Odessa ein. Nachdem das rasche Vordringen der Achsenmächte Ende Oktober 1941 die Verlegung des Schiffes nach Noworossijsk erforderlich gemacht hatte, beschoss die Parischskaja Kommuna im November und Dezember 1941 erneut vorrückende deutsche Truppen vor Sewastopol. Im Januar 1942 beteiligte sich das Schlachtschiff ferner an der letztlich erfolglosen Kertsch-Feodossijaer Operation und unterstützte die auf der Halbinsel Kertsch gelandeten sowjetischen Truppen mehrfach mit der schweren Artillerie. Ein letzter Einsatz des Schiffes gegen deutsche Truppen fand im März 1942 bei Feodossija statt.
Im Anschluss verlegte das Schiff, da die schweren 30,5-cm-Geschützrohre ausgeschossen waren und dringend ersetzt werden mussten, nach Poti zwecks Überholung. Infolge des für die Sowjetunion durchaus kritischen Kriegsverlaufes 1941 und 1942, und auch weil die Heerestruppen zu jener Zeit generellen Vorrang bei der Versorgung eingeräumt bekamen, konnten die neuen Rohre nicht sofort geliefert werden, so dass das Schiff bis Sommer 1944 untätig in Poti verblieb, wobei es am 31. Mai 1943 auch wieder auf seinen alten Namen Sewastopol umgetauft wurde. Nachdem im Sommer 1944 die neuen Geschützrohre eingebaut werden konnten (dabei erhielt das Schiff auch ein von Großbritannien geliefertes Luftwarn-Radar), kehrte das Schlachtschiff im November 1944 ins zurückeroberte Sewastopol zurück.
Nach Kriegsende 1945 wurde Sewastopol für ihre Einsätze 1941/42 mit dem Rotbannerorden ausgezeichnet und anschließend bis 1954 als Schulschiff genutzt. Im Februar 1956 aus der Flottenliste gestrichen und außer Dienst gestellt, wurde das Schlachtschiff schließlich 1957 abgewrackt.